# Grupa Siedmiu

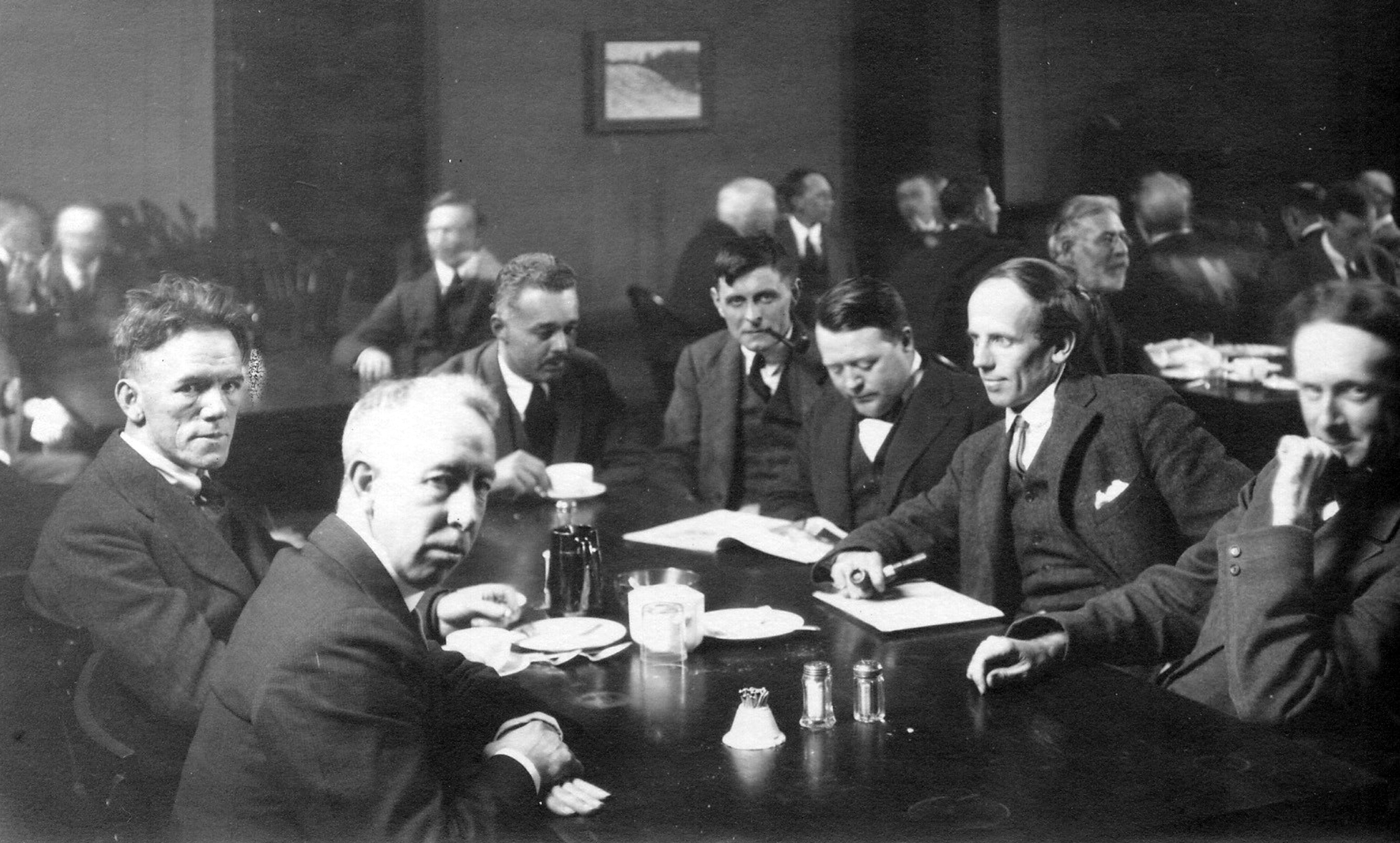
Sześciu członków Grupy Siedmiu oraz ich przyjaciel Barker Fairley (brakuje Franklina Carmichaela). Od lewej do prawej: Frederick Varley, A.Y. Jackson, Lawren Harris, Fairley, Frank Johnston, Arthur Lismer i J.E.H. MacDonald. Zdjęcie wykonano w 1920 w The Arts and Letters Club w Toronto

Grupa Siedmiu, zwana czasem szkołą z Algonquin (ang. Group of Seven) – grupa kanadyjskich malarzy-pejzażystów, istniejąca w latach 1920–1933. W skład grupy wchodzili początkowo: Franklin Carmichael (1890–1945), Lawren Harris (1885–1970), A.Y. Jackson (1882–1972), Frank Johnston (1888–1949), Arthur Lismer (1885–1969), J.E.H. MacDonald (1873–1932) i Frederick Varley (1881–1969). Znaczący wpływ na grupę wywarł Tom Thomson rozbudzając wśród jej członków zainteresowanie pejzażem Kanady.

## Historia i twórczość
Grupa Siedmiu powstała w 1920 po swojej pierwszej wystawie w Galerii Sztuki w Toronto. Jednym z powodów jej powstania było poczucie frustracji wynikające z na ogół konserwatywnego i naśladowczego charakteru ówczesnej sztuki kanadyjskiej. Drugim powodem był – podobnie jak w przypadku europejskich symbolistów i postimpresjonistów, od których w dużej mierze wywodzi się estetyka członków grupy – bunt przeciwko ograniczeniom XIX-wiecznego naturalizmu i próba stworzenia bardziej bezstronnego i niezależnego związku między sztuką a naturą.
Członkowie grupy przedstawiali się jako narodowa szkoła malarzy kanadyjskich. Wywołało to niechęć kręgów artystycznych, ale grupa miała za sobą poparcie Erica Browna, dyrektora National Gallery w Kanadzie. Zaczął on kupować do galerii obrazy członków grupy na kilka lat przed jej formalnym założeniem. Dzięki niemu doszło w 1924 i 1925 do wystawy obrazów Grupy Siedmiu w Anglii. Wywołało to oburzenie wielu członków Królewskiej Akademii Kanady, którzy uważali, iż grupa jest nadmiernie forowana. Korzystne recenzje brytyjskiej prasy sprawiły jednak, że zarówno Brown i Grupa Siedmiu podbudowali swoją pozycję.
Ponieważ członkowie grupy często malowali razem, zarówno w plenerze jak i w studio, ich obrazy mają wiele cech wspólnych. Płótna eksponowane na ich pierwszych wystawach odznaczały się zwykle ciężkim impastem, jasnymi kolorami i uproszczoną formą. Harris po 1921 jako pierwszy zaczął radykalnie upraszczać kolorystykę i kompozycję swoich płócien. W jego ślady poszli wkrótce MacDonald, Carmichael, a nawet Varley. Używali oni cienkiego pigmentu i stylizowanego designu w wielu swoich obrazach. Harris poszedł jeszcze dalej i poczynając od połowy lat 20. zredukował kompozycję swoich obrazów do prostych, niemal monochromatycznych form. Był jednym z pierwszych artystów kanadyjskich, którzy zwrócili się w stronę abstrakcji. W latach 20. Grupa Siedmiu systematycznie budowała swoją pozycję poprzez autopromocję i dzięki wsparciu przyjaciół z Art and Letters Club, Canadian Forum i National Gallery. W 1926, po rezygnacji Franza Johnstona, nowym członkiem grupy został A.J. Casson. Chcąc poszerzyć geograficzny zasięg swego oddziaływania, grupa zaprosiła do współpracy malarzy spoza Toronto: w 1930 Edwina Holgate’a (1892–1977) z Montrealu, a w 1932 L. L. Fitzgeralda (1890–1956) z Winnipeg.
Harris i Jackson wywarli wpływ na następne pokolenia kanadyjskich artystów, a Lismer, MacDonald i Varley zostali wybitnymi nauczycielami. W 1933 Grupa Siedmiu rozpadła się i przekształciła w szersze ugrupowanie pod nazwą Kanadyjska Grupa Malarzy (Canadian Group of Painters). Obrazy członków Grupy Siedmiu można znaleźć w większości kanadyjskich publicznych galerii.